# Wygoda (jezioro na Pojezierzu Wałeckim)
Wygoda – jezioro w woj. wielkopolskim, w pow. czarnkowsko-trzcianeckim, w gminie Trzcianka, leżące na terenie Pojezierza Wałeckiego.
Powierzchnia zwierciadła wody według różnych źródeł wynosi od 5,73 do 6,2 ha.
Zwierciadło wody położone jest na wysokości 78,1 m n.p.m.
Śródleśne, bezodpływowe jezioro jezioro rynnowe, o charakterystycznym dla tych jezior wydłużonym kształcie. Nad wschodnimi brzegami jeziora znajdują się zabudowania leśniczówki Wygoda.